# Essington (Staffordshire)
Pour les articles homonymes, voir Essington.
Essington est un village et une paroisse civile du Staffordshire, en Angleterre.